# رواس (ملحان)

تعديل مصدري - تعديل

رواس هي إحدى قرى عزلة جبع بمديرية ملحان التابعة لمحافظة المحويت، بلغ تعداد سكانها 674 نسمة حسب تعداد اليمن لعام 2004.